# General Electric J35

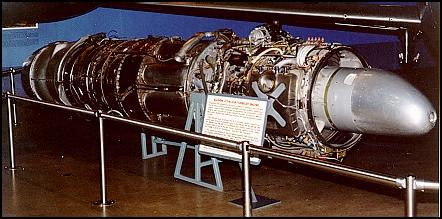
General Electric J35

Das General Electric J35 (auch Allison J35 und General Electric TG-180) ist ein Turbojet-Triebwerk des US-amerikanischen Herstellers General Electric Company. Das Triebwerk wurde 1947 serienreif und war das erste Strahltriebwerk in den USA, das sowohl über einen axialen Verdichter als auch eine axiale Turbine verfügte. Es wurde ausschließlich für militärische Zwecke verwendet und wurde mit einem Nachbrenner ausgeliefert.

## Geschichte

### Entwicklung
Die General Electric Company entwickelte bis 1946 das ursprünglich als TG-180 bezeichnete Triebwerk zu Serienreife. Im Februar 1946 stellte General Electric das Projekt als Fortschritt für den Treibstoffverbrauch und als Option zur Verbesserung der Flugzeugaerodynamik vor. 
Der Testpilot Wallace A. Lien führte am 28. Februar 1946 am Muroc Army Air Field (der heutigen Edwards Air Force Base) den ersten Flug mit dem neuen Turbojet J35-GE-7 durch – gleichzeitig auch der Erstflug der XP-84, des Prototyps der F-84. 1951 stellte Allison das Triebwerk J-35-A-23 vor. Dabei handelte es sich um die erste Entwicklungsstufe des völlig neu konstruierten Allison J71.

### Einsatz
Das Triebwerk wurde dann ab Anfang 1947 von Allison in Serie gebaut, während sich General Electric dem weiterentwickelten Triebwerk J47 zuwendete.

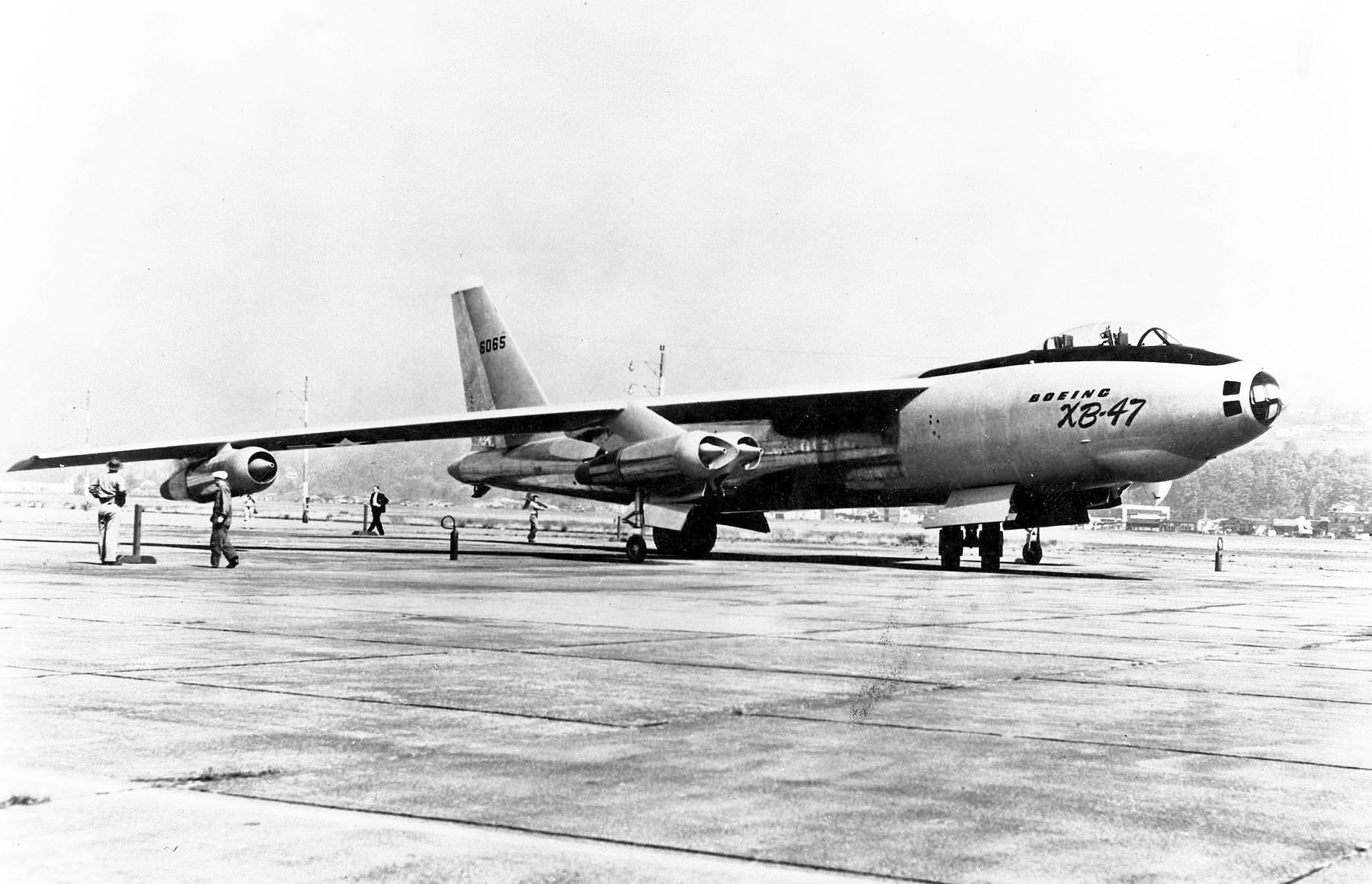
XB-47 Stratojet, Prototyp 46-065

Am 17. Dezember 1947 folgte der erste Flug des XB-47 Stratojet vom Boeing Field, Seattle zum Moses Lake, Washington mit sechs J35-GE-7 in vier Triebwerksgondeln. Der erste Prototyp 46-065 wurde später auf J47-Triebwerke umgerüstet; der zweite Prototyp 46-066 startete direkt mit diesen deutlich schubstärkeren Triebwerken.
Allison gab im Mai 1955 die Produktionseinstellung der zuletzt gebauten Variante J35-A-35 zum Ende des Sommers 1955 bekannt; bis dahin wurden etwa 14.000 J35 in zahlreichen Varianten und mit schrittweisen Leistungserhöhungen hergestellt.
Nach der Produktionseinstellung gab es verschiedene leistungssteigernde Kits, so dass die Triebwerke bis zum Ende der 1950er-Jahre eingesetzt werden konnten. Der Schub wurde dabei mit „5,600+ lb.“ angegeben.

### Wartung
Die Triebwerke wurden ausschließlich militärisch eingesetzt. Die USAF fasste Reparaturen und Überholungen ab 1949 auf der Tinker Air Force Base in Oklahoma City zusammen. Die anfangs extrem kurze TBO – 1948 bei unter 50 Betriebsstunden – konnte bis 1951 auf 400 Stunden erhöht werden.

## Konstruktion
Das Triebwerk war als Einstrom-Strahltriebwerk (Turbojet) ausgeführt. Der 11-stufige Axialverdichter folgte konstruktiv den Erkenntnissen des 8-stufigen Verdichters der NACA von Eastman Jacobs und Eugene Wasielewski. Acht horizontale Brennkammern wirkten auf die einstufige Turbine mit 126 Schaufeln. Zwei der Brennkammern waren mit Zündkerzen ausgestattet, untereinander waren die Brennkammern jeweils durch kurze Flansche im vorderen Bereich verbunden.

## Verwendung (Auswahl)

### Experimentalflugzeuge und Prototypen

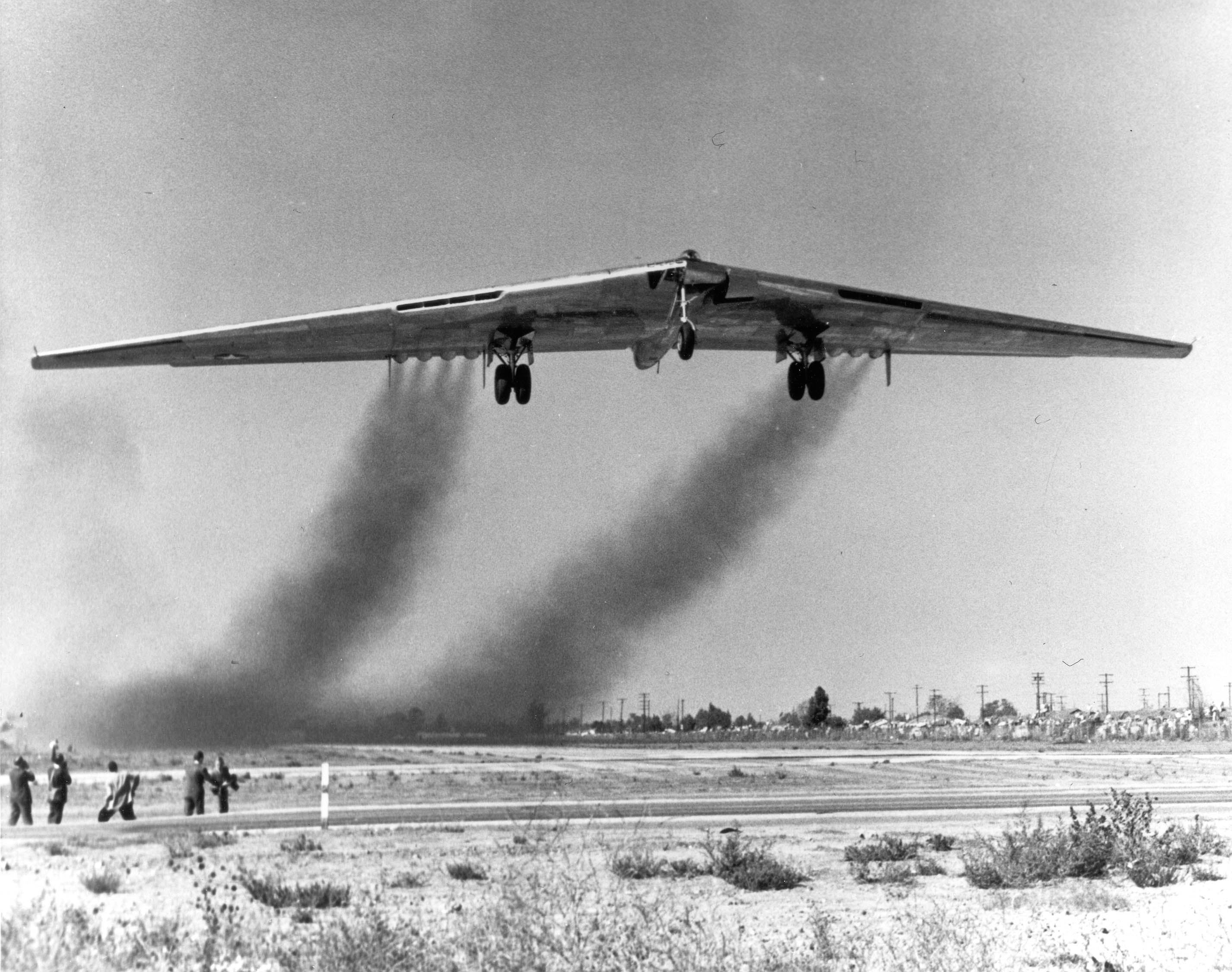
Northrop YB-49 mit acht Triebwerken J35-A-15

- Bell X-5: Zwei Experimentalflugzeuge zur Erforschung der Veränderung der Flügelpfeilung während des Fluges. Erstflug am 20. Juni 1951.
- Boeing XB-47: Erster Prototyp der B-47, sechs J35-GE-7, Erstflug am 17. Dezember 1947.
- Convair XB-46: Ein Prototyp, vier J35-A-3, Erstflug am 2. April 1947.
- Douglas D-558-I Skystreak: Drei Experimentalflugzeuge, ein J35-A-11. Erstflug am 14. April 1947.
- Douglas XB-43 Jetmaster: Zwei Prototypen, zwei J35, Erstflug am 17. Mai 1946.
- Martin XB-48: Zwei Prototypen, sechs J35-GE-9, Erstflug am 22. Juni 1947.
- North American XB-45: Drei Prototypen, vier J35, Erstflug am 24. Februar 1947.
- Northrop YB-49: Zwei Prototypen,  acht J35-A-15, Erstflug am 21. Oktober 1947.

### Serienflugzeuge
- North American B-45 Tornado: Die ersten 22 Flugzeuge wurden mit J35 ausgerüstet, danach Umstellung auf J47A.[13]
- North American FJ-1 Fury: 33 Flugzeuge.
- Northrop F-89 Scorpion: 1050 Flugzeuge mit jeweils zwei Triebwerken.
- Republic F-84B/C/D/E/G Thunderjet: über 7500 Flugzeuge.

## Technische Daten

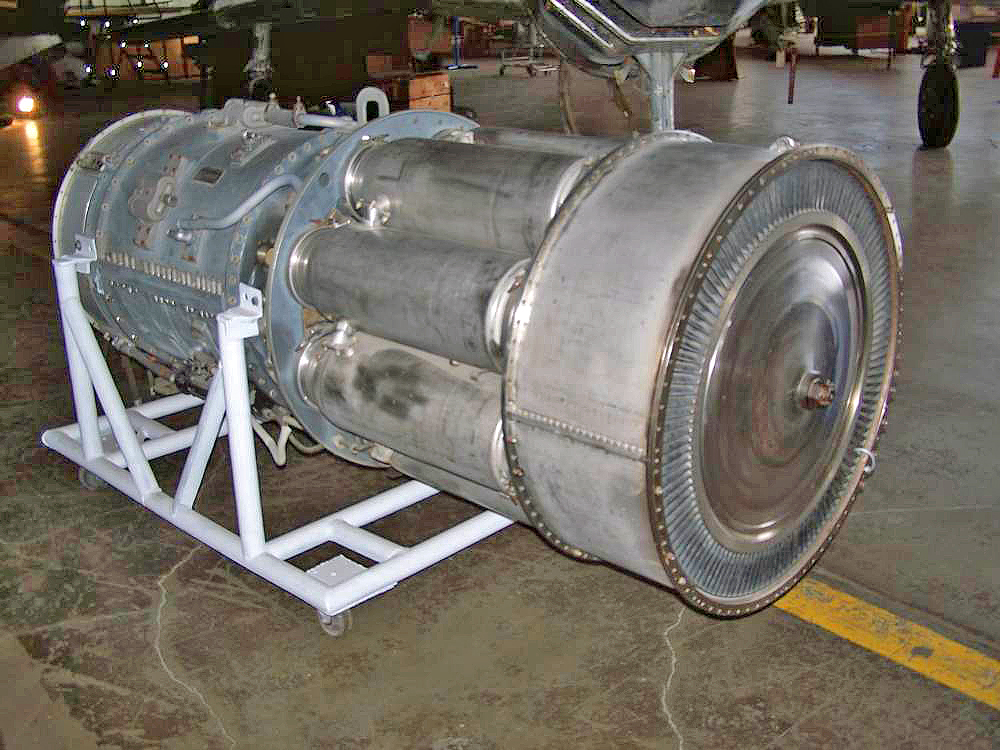
Turbinenseite des J35

| Kenngrößen                     | Daten des TG-180 (1947) | Daten des J35-A-21 (1951) | Daten des J35-A-35A (1953) |
| ------------------------------ | ----------------------- | ------------------------- | -------------------------- |
| Verdichter                     | elfstufig axial         | elfstufig axial           | elfstufig axial            |
| Turbine                        | einstufig axial         | einstufig axial           | einstufig axial            |
| Gewicht (ggf. mit Nachbrenner) | 2.450 lb (ca. 1.110 kg) | 2.635 lb (ca. 1.200 kg)   | 2.850 lb (ca. 1.290 kg)    |
| Schub ohne Nachbrenner         | 3.750 lbf (16,7 kN)     | 5.100 lbf (22,7 kN)       | 5.600 lbf (24,9 kN)        |
| Schub mit Nachbrenner          | –                       |                           | 7.400 lbf (32,9 kN)        |
| max. Drehzahl                  | 7700 min−1              | 7900 min−1                | 8000 min−1                 |
| max. Betriebshöhe              | –                       | –                         | 50.000 ft (ca. 15.000 m)   |